# Sicyos palmatilobus
Sicyos palmatilobus är en gurkväxtart som beskrevs av Célestin Alfred Cogniaux. Sicyos palmatilobus ingår i släktet hårgurkor, och familjen gurkväxter. Inga underarter finns listade i Catalogue of Life.